# Afrocneros mundissimus
Afrocneros mundissimus är en tvåvingeart som beskrevs av Mario Bezzi 1924. Afrocneros mundissimus ingår i släktet Afrocneros och familjen borrflugor. Inga underarter finns listade i Catalogue of Life.